# Cassius Duran
Cassius Ricardo Duran (San Paolo, 31 maggio 1979) è un tuffatore brasiliano. Ha difeso i colori della nazionale di tuffi brasiliana alle olimpiadi di Sidney 2000, Atene 2004 e Pechino 2008.

## Carriera
A Sidney 2000, alla sua prima Olimpiade, ha ottenuto il quattordicesimo posto dal trampolino 3 metri e il ventottesimo posto dalla piattaforma 10m, l'eliminazione è maturata nel turno preliminare.
Ai Giochi panamericani di Santo Domingo 2003 ha vinto la medaglia d'argento nella piattaforma 10 m chiudendo a 667,86 punti, alle spalle el messicano Rommel Pacheco (667.86). Nel trampolino tre metri individuale ha ottenuto il dodicesimo posto. Con il compagno di nazionale César Castro è arrivato sesto nei tuffi sincronizzati dal trampolino 3 m.
Alle Olimpiadi di Atene 2004 si è classificato ventiquattresimo nella prova dalla piattaforma 10m, di nuovo eliminato nel turno preliminare.
Quattro anni più tardi ha ottenuto lo stesso risultato a Pechino 2010.

## Palmarès
- Giochi panamericani: 1

Santo Domingo 2003: argento dalla piattaforma 10m